# Experimentální metody
Experimentální metody je skupina technik (obvykle fyzikální, chemické, či specializované technické povahy) používaných při vědeckém výzkumu.
Řada procesů v (živé) hmotě je fyzikální, chemické povahy (přenosy a přeměny energie a informace, přenosy nábojů, absorpce a emise záření, elektrické, optické, termické, mechanické a magnetické jevy) a stále více metod a zařízení užívaných v biologii je fyzikálního charakteru (spektroskopie všeho druhu, rezonanční metody, elektrické, optické a termické metody). Studium procesů v (živé) hmotě, je možné právě prostřednictvím experimentálních metod.